# كارلوس مادينا
كارلوس مادينا (بالإسبانية: Carlos Medina) هو فنان فنزويلي من مواليد عام 1953. وقد عُرضت أعماله في عدد من البلدان مثل إيطاليا والولايات المتحدة وفرنسا وبلجيكا وغيرها. 
وتعرض أكثر المتاحف الفنزويلية أعمالا له وخصوصا متحف الفنون الجميلة. يعمل كارلوس اليوم في باريس وكاراكاس. ويعرف كارلوس بأنه من رواد التقليلية.